# Џени Холцер
Џени Холцер (енгл. Jenny Holzer; Галиполис, 29. јул 1950) је америчка неоконцептуална уметница,  феминистичке и друштвено ангажоване оријентације позната по јавним уметничким инсталацијама, у којима користи хомогену реторику модерних информационих система како би се позабавила политиком дискурса. Године 1989. постала је прва уметница изабрана да представља Сједињене Америчке Државе у Италији на Бијеналу у Венецији, интердисциплинарној изложби савремене уметности

## Живот и каријера
Рођена је 1950. године  у Галиполису, Охајо,  у породици која је две генерације продавала Фордове аутомобиле.
Желећи да постане апстрактна сликарка,  њено уметничко усавршавање започела је опште уметничким курсевима на Универзитету Дуке у Дараму, Северна Каролина (1968–1970), а наставило се изучавање сликарства, графике и цртања на Универзитету у Чикагу а завршило на Универзитету у Охају, Атина, Охајо (1972). Године 1974. учествовала је на летњим курсевима у школи Rhode Island School of Design, а 1975. години и у МФА програму. На Роуд Ајленду, Холцер је експериментисала са апстрактним сликарским стилом под утицајем сликара сликарства поља боје Марка Ротка и Мориса Луиса.
Када се преселила на Менхетн 1976. године, придружила се независном студијском програму Музеја Витни и започела свој први рад у области, инсталација и јавне уметности,  и постала активни члан уметничке групе Colab.
Била је прва жена која је представљала Сједињене Америчке Државе на  Бијеналу у Венецији (1990).
Од 1996. године Холцер организује пројекције јавног светла у градовима широм света.

## Дело

### Језик као уметност
Џенин концептуални уметнички језик, у коме се семантика развила у њену естетику, почела је да настаје у Њујорку, док је изучавала Витнијев програм који је укључивао обиман списак лектире која је укључивала дела западне и источне књижевност и филозофију. Холцер је сматрала да се списи могу поједноставити на фразе које би сви могли разумети. Ове сажетке је назвала својим „Труизмима“ (1978), које је анонимно штампала црним курзивом на белом папиру и лепила на фасаде зграда, саобрачајне знакове и телефонске говорнице у доњем Менхетну. Распоређени по абецедном реду и састављени од кратких реченица, њени „Труизми“ инспирисали би пролазнике да жврљају поруке на плакатима и у њима дају вербалне коментаре. Холцер би такође стајала поред тих плаката и слушала дијалоге пролазника који су се односили на њене речи.
Партиципативни ефекат и андерграунд формат били су виталне компоненте Холцериних „Труизама“ и њене друге серије, „Запаљиви есеји“, који су лаконски артикулисали њенњ бриге и стрепње око даљег развоја савременог друштва. Холцер је штампала "Есеје" по абецедном реду, прво на малим плакатима, а затим као рукопис под називом Црна књига (1979). Све до касних 1980-их, Холцер је одбијала да их реализује у било каквим неандерграунд форматима због њихове милитантне природе. Њен декларативни језик је попримио посебну снагу и облике насиља у вишеструким гледиштима „Есеја“, која су била у распону од екстремно левичарских до десничарских.
Холцер је 1981. године покренула „Ливинг Серис“, коју је штампала на алуминијумским и бронзаним плочама, у формату натписа који су тада користиле медицинске и владине зграде. „Ливинг“ се бавио потребама свакодневног живота: јелом, дисањем, спавањем и људским односима. Њена благе, кратке инструкције биле су пропраћене сликама америчког уметника Питера Надина, чији су портрети мушкараца и жена причвршћени за металне стубове додатно артикулисали празнину у животу и поруке у информатичком добу.

### Уметност и технологија
Медијум савремених компјутерских система постао је важна компонента у Холцеркином раду 1982. године, када је девет њених „Труизама“ бљеснуло у интервалима од четрдесет секунди на џиновској електронској табли Спектаколор на Тајмс скверу. Под покровитељством програма Паблиц Артс Фаунд, употребом  ЛЕД (светлећих диода)  Холцерова је желела да допре до безбројне публике. Комбинујући познавање семантике са савремених рекламним технологија, Холцерова  се етаблирала као потомак концептуалисте и припаднице поп-арт покрета.
Користећи електронску таблу са својом „Серијом преживљавања“ (1983-1985), у којој је заузела личнији и хитнији став, основе теме су јој биле приказ стварности, свакодневног живота, опасности и ужаса. У корелацији са непосредношћу порука, Холцер је применила нешто мање ауторитаран глас, тако да је њено популистичко присвајање савременог „новинског говора” кретало између подручје визуелне уметности и поезије и носило је моћну изражајну снагу.
Њен покушај да схвати смисао савременог живота унутар технолошког оквира такође сугерише ограничења информатичког доба, у којем свет оглашавања конзумира све, при чему у тим информација основна порука више не постоји.
Након „Серије преживљавања“, Холцеркине инсталације су постале монументалније и више квази-религијске. Н њеној изложби "Под каменом" комбиновала је савремене медије комуникационе индустрије, електронску таблу, са мермерним клупама и штампаним словима који се користе на националним гробљима.

## Награде и признања
Добитница је многих награда и признања, укључујући:
- Златног лава са Бијеналу у венецији (1990),
- Сковхеганове медаље (1994),
- Дипломе Шевалије, француске владе  (2000) .

## Самосталне изложбе
Џенинине важне самосталне изложбе одржане су у: 
- Neue Nationalgalerie, Берлин (2001);
- Музеју савремене уметности, Хјустон (1997);
- Dia Art Foundation, Њујорк (1989);
- Музеју Соломона Р. Гугенхајма, Њујорк (1989).

## Изабрани радови
- Living Series (ране 1980-е)
- Under a Rock (1986)
- Da wo Frauen sterben, bin ich hellwach (1993)
- Please Change Beliefs (1995)
- Protect Me From What I Want
- Terminal 5 (октябрь 2004)
- For the City (2005)
- For Singapore (2006)
- For the Capitol (2007)
- I Was In Baghdad Ochre Fade (2007)
- For SAAM (2007)
- Redaction Paintings (2008)